# Éric Lada
Éric Lada, né le 14 octobre 1965 à Chartres, est un footballeur français.
Formé au FC Sochaux-Montbéliard, il joue au poste d'attaquant. Il est Champion d'Europe 1988 avec l'équipe de France espoirs.
Son neveu, Ludovic Sylvestre, est aussi footballeur professionnel.

## Biographie
il est le mari de la belle sœur de Jonathan Gonon, joueur de l'us florentaise rugby.

## Carrière de joueur
- 1977-1981 : Amicale Antillaise de Chartres
- 1981-1982 : Paris FC
- 1982-1987 : FC Sochaux, 55 matchs de division 1
- 1987-1988 : Nîmes Olympique (en prêt), division 2
- 1988-1990 : FC Sochaux, 58 matchs de division 1
- 1990-1992 : Olympique de Marseille, 9 matchs de division 1
- 1992-1994 : Toulouse FC, 32 matchs de division 1
- 1994-1996 : sans club
- 1996-1998 : US Marseille Endoume Catalans
- 1998-2001 : Noisy-le-Sec[1]

## Palmarès

### En club
- Champion de France en 1991 avec l'Olympique de Marseille
- Vainqueur de la Coupe Gambardella en 1983 avec le FC Sochaux

### EnÉquipe de France
- International Espoirs
- Champion d'Europe Espoirs en 1988 avec les Espoirs

## Statistiques
- 154 matchs et 16 buts en Division 1
- 30 matchs et 6 buts en Division 2
- 1 match en Coupe d'Europe des Clubs Champions
- 4 matchs et 2 buts en Coupe de l'UEFA